# Harold the Barrel
 Harold the Barrel – utwór muzyczny brytyjskiej grupy rockowej Genesis zamieszczony na albumie Nursery Cryme wydanym w 1971.

## Kompozycja
Utwór posiada szybką melodię opartą na sekcji rytmicznej z dominującym brzmieniem fortepianu Tony'ego Banksa i delikatnie zaakcentowaną gitarą prowadzącą, przez co uzyskano rockowy rytm, ale o lekko wodewilowym zabarwieniu. Charakterystyczny jest śpiew Petera Gabriela wykonującego bardzo szybkie partie wokalne zawierające językowe łamańce, wspomaga go również Phil Collins i pozostali muzycy zespołu w chórkach.

## Fabuła
Tekst utworu - to mini-opera komiczna opowiadająca historyjkę o właścicielu restauracji, który obciął sobie palce u nóg i podał je gościom na podwieczorek, po czym zniknął w tajemniczych okolicznościach. Następnie pojawił się w oknie chcąc wyskoczyć z niego wśród tłumu gapiów, oficjeli i reporterów telewizji. Czarny humor, to charakterystyczny element wielu piosenek Genesis w tym okresie twórczości.

## Wykonawcy
- Tony Banks  – instrumenty klawiszowe: organy, fortepian
- Phil Collins  – perkusja, wokal wspierający
- Peter Gabriel  – śpiew, instrumenty perkusyjne
- Steve Hackett  – gitara
- Mike Rutherford  – gitara basowa, wokal wspierający